# Oreoxis alpina
Oreoxis alpina är en flockblommig växtart som först beskrevs av Asa Gray, och fick sitt nu gällande namn av John Merle Coulter och Joseph Nelson Rose. Oreoxis alpina ingår i släktet Oreoxis och familjen flockblommiga växter. Inga underarter finns listade i Catalogue of Life.